# Hohenleipisch
Hohenleipisch es un municipio del distrito de Elba-Elster, en Brandeburgo (Alemania). Pertenece al Amt (Unión de municipios) de Plessa.
- Datos: Q551451
- Multimedia: Hohenleipisch / Q551451

1. ↑  Worldpostalcodes.org, código postal n.º 04934.